# Шувакіш
Шувакі́ш (рос. Шувакиш) — селище у складі Єкатеринбурзького міського округу Свердловської області.
Населення — 1067 осіб (2010, 753 у 2002).
Національний склад станом на 2002 рік: росіяни — 87 %.